# Justyna Kowalczyk
Justyna Maria Kowalczyk-Tekieli (Limanowa, 19 de enero de 1983) es una deportista polaca que compitió en esquí de fondo.
Participó en cuatro Juegos Olímpicos de Invierno, entre los años 2006 y 2018, obteniendo en total cinco medallas, bronce en Turín 2006, en la prueba de 30 km, tres en Vancouver 2010, oro en 30 km, plata en velocidad individual y bronce en 15 km, y una de oro en Sochi 2014, en los 10 km.
Ganó ocho medallas en el Campeonato Mundial de Esquí Nórdico entre los años 2009 y 2015.

## Palmarés internacional
| Juegos Olímpicos   | Juegos Olímpicos          | Juegos Olímpicos  | Juegos Olímpicos     |
| Año                | Lugar                     | Medalla           | Prueba               |
| ------------------ | ------------------------- | ----------------- | -------------------- |
| 2006               | Turín (Italia)            | Medalla de bronce | 30 km                |
| 2010               | Vancouver (Canadá)        | Medalla de oro    | 30 km                |
| 2010               | Vancouver (Canadá)        | Medalla de plata  | Velocidad individual |
| 2010               | Vancouver (Canadá)        | Medalla de bronce | 15 km                |
| 2014               | Sochi (Rusia)             | Medalla de oro    | 10 km                |
| Campeonato Mundial |                           |                   |                      |
| Año                | Lugar                     | Medalla           | Prueba               |
| 2009               | Liberec (República Checa) | Medalla de oro    | 15 km                |
| 2009               | Liberec (República Checa) | Medalla de oro    | 30 km                |
| 2009               | Liberec (República Checa) | Medalla de bronce | 10 km                |
| 2011               | Oslo (Noruega)            | Medalla de plata  | 10 km                |
| 2011               | Oslo (Noruega)            | Medalla de plata  | 15 km                |
| 2011               | Oslo (Noruega)            | Medalla de bronce | 30 km                |
| 2013               | Val di Fiemme (Italia)    | Medalla de plata  | 30 km                |
| 2015               | Falun (Suecia)            | Medalla de bronce | Velocidad por equipo |